# Nesomyidae
Famille
Les Nesomyidae sont une famille de rongeurs. 

## Taxonomie
Auparavant les espèces de cette famille étaient placées sous la famille des Muridae, mais les études récentes tendent à faire de cette dernière une super-famille (les Muroidea) subdivisée en six familles, dont celle des Nesomyidae.

## Liste des sous-familles et genres
Selon Mammal Species of the World (version 3, 2005)  (22 mars 2019) :
- sous-famille Cricetomyinae
  - genre Beamys
  - genre Cricetomys
  - genre Saccostomus
- sous-famille Delanymyinae
  - genre Delanymys
- sous-famille Dendromurinae
  - genre Dendromus
  - genre Dendroprionomys
  - genre Malacothrix typica
  - genre Megadendromus
  - genre Prionomys
  - genre Steatomys
- sous-famille Mystromyinae
  - genre Mystromys
- sous-famille Nesomyinae
  - genre Brachytarsomys
  - genre Brachyuromys
  - genre Eliurus
  - genre Gymnuromys
  - genre Hypogeomys
  - genre Macrotarsomys
  - genre Monticolomys
  - genre Nesomys
  - genre Voalavo
- sous-famille Petromyscinae
  - genre Petromyscus